# Marco Santagata
Marco Santagata (Zocca, 28 aprile 1947 – Pisa, 9 novembre 2020) è stato uno scrittore, critico letterario e storico della letteratura italiano, vincitore del Premio Campiello nel 2003 con Il maestro dei santi pallidi e del Premio Stresa di Narrativa con L'amore in sé nel 2006. Come italianista fu tra i massimi esperti di lirica classica italiana, di Dante e di Petrarca e petrarchismo.

## Biografia
Cresciuto nella famiglia di un esponente democristiano modenese col fratello Giulio, futuro deputato dell'Ulivo, si laureò all'Università di Pisa come allievo della Normale e vi si perfezionò poi in letteratura italiana nel 1970. 
Divenuto negli anni docente universitario di fama internazionale, pubblicò numerosi lavori e diversi romanzi, tra cui Il maestro dei santi pallidi col quale vinse il Premio Campiello, Papà non era comunista (1996, Premio Bellonci per l'inedito), L'amore in sé (2006, Premio Riviera delle Palme-San Benedetto del Tronto e Premio Stresa di Narrativa), Il salto degli Orlandi (2007), Voglio una vita come la mia (2008) e Come donna innamorata (2015, finalista Premio Strega), titolo preso da un verso del Purgatorio dantesco, XXIX canto (la donna è Matelda, unica abitante fissa del Paradiso Terrestre, che condurrà il poeta al cospetto di Beatrice).
Fece parte della Giuria della Sezione Narrativa del Premio Nazionale Letterario Pisa. Le sue ultime opere, come le biografie di Dante (Premio Comisso 2013 e Premio Brancati), Petrarca e Boccaccio, unirono all'accuratezza accademica il piacere del testo narrativo.
Sono stati suoi allievi Claudio Giunta, Angelo Eugenio Mecca, Vinicio Pacca e Michelangelo Zaccarello.
Sposato due volte, ebbe quattro figli, Andrea, Alessandro, Elena e Paolo. Morì nel 2020 all'età di 73 anni, dopo una lunga malattia, aggravata dall'infezione da COVID-19. Postumo uscì il suo libro Le donne di Dante (2021).

## Pensiero su Dante
Santagata contestava l'idea che Dante fosse un eroe nazionale, precursore dell'unità d'Italia; a suo dire, il Sommo Poeta aveva in mente l'Impero, un’istituzione sovranazionale che doveva garantire la pace, la prosperità e la sicurezza di tutti i cristiani. La rilettura "patriottica" dell'Alighieri fu, quindi, una distorsione fatta ciclicamente per assecondare le esigenze politiche del momento (ciò avvenne soprattutto nel periodo risorgimentale). Indubbiamente, secondo Santagata, il letterato fiorentino propugnava la nascita di una lingua di cultura comune ma sempre all’ombra dell’Impero, non certo in vista dell'Unità nazionale.

## Opere

### Saggistica
- Dal sonetto al canzoniere. Ricerche sulla preistoria e la costituzione di un genere, Padova: Liviana, 1979; Ledizioni, 2015.
- La lirica aragonese. Studi sulla poesia napoletana del secondo Quattrocento, Padova: Antenore, 1979.
- Petrarca e i Colonna, Lucca: Maria Pacini Fazzi, 1988; Ledizioni, 2018.
- Per moderne carte. La biblioteca volgare di Petrarca, Bologna: Il Mulino, 1990.
- I frammenti dell'anima. Storia e racconto nel Canzoniere di Petrarca, Bologna: Il Mulino, 1992, 2004, 2011.
- con Stefano Carrai, La lirica di corte nell'Italia del Quattrocento, Milano: Franco Angeli, 1993.
- Quella celeste naturalezza. Le canzoni e gli idilli di Leopardi, Bologna: Il Mulino, 1994
- Amate e amanti. Figure della lirica amorosa fra Dante e Petrarca, Collana Saggi, Bologna: Il Mulino, 1999, ISBN 978-88-150-7203-0.
- Il tramonto della luna e altri studi su Foscolo e Leopardi, Napoli: Liguori, 1999
- Per l'opposta balza. La cavalla storna e Il commiato dell'Alcyone, Milano: Garzanti, 2002
- I due cominciamenti della lirica italiana, Pisa: ETS, 2006
- La letteratura nei secoli della tradizione. Dalla Chanson de Roland a Foscolo, Roma-Bari: Laterza, 2007
- Manuale di letteratura italiana contemporanea, Roma-Bari: Laterza, 2007 (con Alberto Casadei)
- Manuale di letteratura italiana medievale e moderna, Roma-Bari: Laterza, 2008 (con Alberto Casadei)
- La letteratura nel secolo delle innovazioni. Da Monti a D'Annunzio, Collana Manuali n.272, Roma-Bari, Laterza, 2009, ISBN 978-88-420-8837-0.
- L'io e il mondo. Un'interpretazione di Dante, Bologna: Il Mulino, 2011
- Dante. Il romanzo della sua vita, Collezione Le Scie, Milano, Mondadori, 2012, ISBN 978-88-04-62026-6.
- Guida all'Inferno, Collana Saggi, Milano, Mondadori, 2013, ISBN 978-88-04-63091-3.
- L'amoroso pensiero. Petrarca e il romanzo di Laura, Collana Saggi, Milano, Mondadori, 2014, ISBN 978-88-04-64647-1.
- Pastorale modenese. Boiardo, i poeti e la lotta politica, Collana Studi e ricerche, Bologna, Il Mulino, 2016, ISBN 978-88-15-26061-1.
- Il racconto della Commedia. Guida al poema di Dante, Collana Oscar Saggi n.45, Milano, Mondadori, 2017, ISBN 978-88-04-67399-6.
- Il poeta innamorato. Su Dante, Petrarca e la poesia amorosa medievale, Collana Narratori della Fenice, Parma, Guanda, 2017, ISBN 978-88-235-1722-6.
- Vincenzo Manca-M. Santagata, Un meraviglioso accidente. La nascita della vita, Collana Orizzonti, Milano, Mondadori, 2018, ISBN 978-88-046-8593-7.
- Boccaccio indiscreto. Il mito di Fiammetta, Collana Saggi, Bologna, Il Mulino, 2019, ISBN 978-88-152-8021-3.
- Boccaccio. Fragilità di un genio, Collezione Le Scie, Milano, Mondadori, 2019, ISBN 978-88-047-1741-6.
- Le donne di Dante, Collana Grandi illustrati, Bologna, Il Mulino, 2021, ISBN 978-88-152-9110-3.

### Narrativa
- Papà non era comunista, Collana Narratori della Fenice, Milano, Guanda, 1996, 2003.
- Il copista. Un venerdì del Petrarca, Collana Il divano, Palermo, Sellerio, 2000; Milano, Guanda, 2020.
- Il maestro dei santi pallidi, Collana Narratori della Fenice, Milano, Guanda, 2002.
- L'amore in sé, Collana Narratori della Fenice, Milano, Guanda, 2006.
- Il salto degli Orlandi, Collana La memoria, Palermo, Sellerio, 2007.
- Voglio una vita come la mia, Collana Narratori della Fenice, Milano, Guanda, 2008.
- Come donna innamorata, Collana Narratori della Fenice, Milano, Guanda, 2015.
- Il movente è sconosciuto, Collana Narratori della Fenice, Milano, Guanda, 2018.
- L’ultima magia. Dante, 1321, Collana Narratori della Fenice, Milano, Guanda, 2021.

### Curatele
- IUPI. Incipitario unificato della poesia italiana, Modena: Panini, 1988.
- Francesco Petrarca, Opere italiane, 2 voll., Collezione I Meridiani, Milano: Mondadori, 1996, 2004.
- Francesco Petrarca, Canzoniere, (a cura di), Collana I Meridiani, Mondadori, 1996; Nuova ed., 2004; Collana Oscar, 2011; Meridiani paperbacks, 2014.
- Giacomo Leopardi, Canzoni, Milano, Mondadori, 1998 (versione in prosa, note e postfazione)
- Il filo rosso. Antologia e storia della letteratura italiana ed europea (a cura di, con altri), 3 voll. in 6 tomi, Roma-Bari: Laterza, 2006
- Studi di letteratura italiana per Vitilio Masiello, Roma-Bari: Laterza, 2006 (a cura di, con Pasquale Guaragnella)
- I tre libri di letteratura, 5 voll., Roma-Bari: Laterza, 2009 (a cura di, con altri)
- TAG: testi, autori, generi: Letteratura italiana ed europea, Roma-Bari: Laterza, 2012 (a cura di, con Laura Carotti, Alberto Casadei e Mirko Tavoni)
- Introduzione a Dante Alighieri, Opere, 2 voll., Collezione I Meridiani, Milano: Mondadori, 2014 (edizione delle opere diretta da)